# Sphallotrichus hirsuticorne
Sphallotrichus hirsuticorne là một loài bọ cánh cứng trong họ Cerambycidae.